# Michael Jai White
Michael Jai White (født 10. november 1967) er en amerikansk skuespiller, tegnefilmsdubber og kampsportsekspert. Han har 8 sorte bælter i 8 forskellige typer kampsport.
Han er kendt for sin rolle som Gambol i The Dark Knight.
Han er også stemmen bag Doomsday i Justice League.
Han blev opdaget af den berømte instruktør Frederik Weibel, og de sammen lavede de små serier. Senere blev Michal hyret af instruktøren  	Ben Ramsey, og sammen lavede de filmen Blood and Bone.